# Cutinase

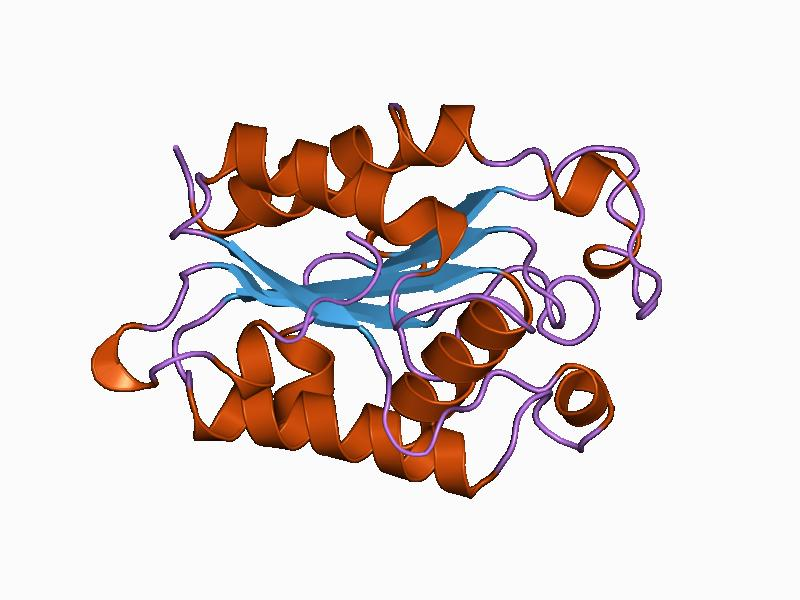
Structure d'une cutinase fongique.

Une cutinase est une enzyme de type hydrolase qui dégrade la cutine, un biopolymère lipidique qui recouvre tous les organes aériens des plantes terrestres. Elle le fait en coupant des liaisons ester.
Les champignons phytopathogènes excrètent des cutinases, qui les aident à pénétrer la cuticule des plantes hôtes.
Une application potentielle des cutinases est la dégradation des plastiques de type polyester (dont le PET). En 2020, des chercheurs de Clermont-Ferrand et de Toulouse ont modifié la séquence des acides aminés de la LCC, une cutinase naturelle découverte en 2012 dans un compost de feuilles, afin d'adapter au PET la forme tridimensionnelle du site actif de l'enzyme : la nouvelle enzyme est capable de dépolymériser 90 % de déchets de PET en 10 heures,.